# Cima Coppi

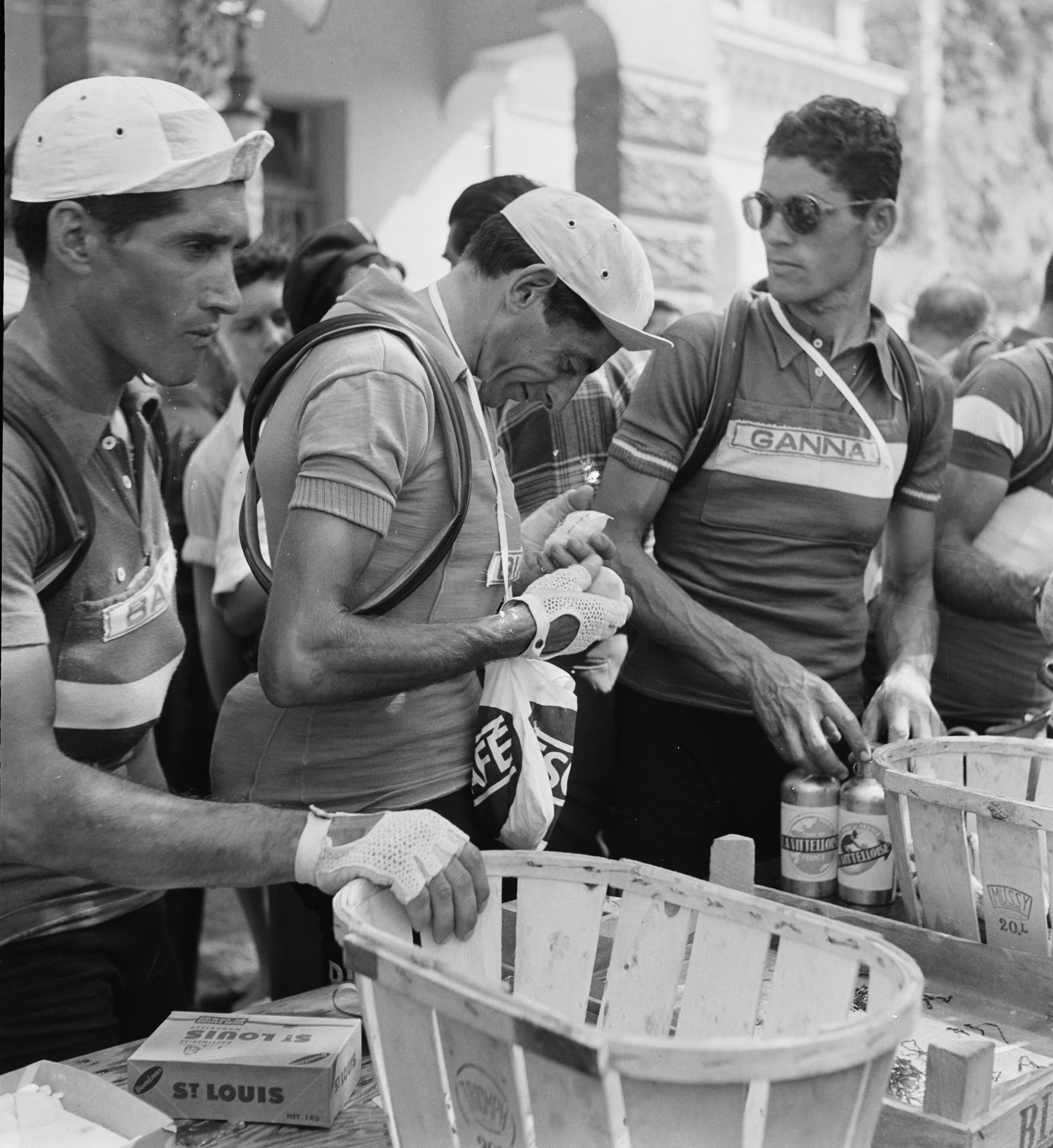
Fausto Coppi, 1952.

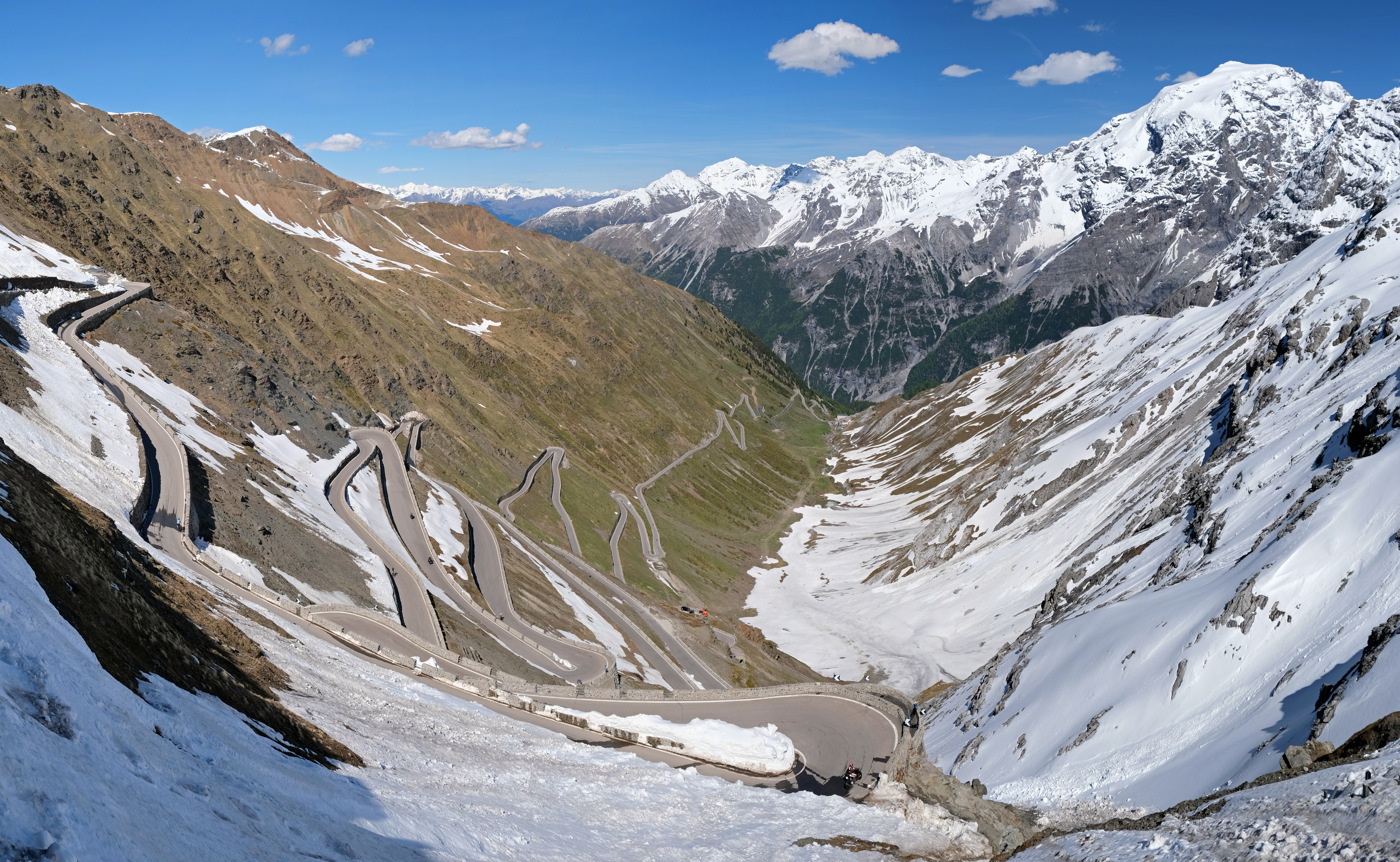
Le col du Stelvio, plus haute route jamais empruntée par le Giro.

La Cima Coppi désigne le sommet ayant la plus haute altitude atteinte par le passage des coureurs cyclistes au cours d'un Tour d'Italie. Cette dénomination a été instituée en 1965, cinq ans après la mort du « Campionissimo » Fausto Coppi. De la même manière la Cima Pantani a été créée en 2004 pour honorer la mémoire de Marco Pantani.

## Règlement
La Cima Coppi est le col attribuant le plus de points pour le classement de la montagne (50, 30, 20, 14, 10, 6, 4, 2 et 1 point pour les 9 premiers coureurs classés) et le coureur passant en tête du col se voit attribuer un prix. De manière analogue, la Cima Alberto Fernandez désigne le plus haut somment franchi par les coureurs sur le Tour d'Espagne, mais ce n'est qu'une catégorie particulière pour le classement de la montagne. À l'inverse, sur le Tour de France, le Souvenir Henri-Desgrange est une récompense attribuée au coureur franchissant en tête le plus haut sommet de la course (sauf si le col du Galibier est emprunté par la course, même s'il y a un sommet plus haut), mais ne représente pas une catégorie particulière pour le classement de la montagne.

## Chronologie
La Cima Coppi change d'année en année, selon le parcours emprunté par le Tour d'Italie. Néanmoins, la route la plus élevée jamais empruntée par le Giro est le col du Stelvio situé à 2 758 m d'altitude. Le Giro y est passé lors des éditions 1972, 1975, 1980, 1994, 2005, 2012, 2014, 2017 et 2020.
Voici la liste des Cima Coppi dans les diverses éditions du Giro, avec le nom du coureur passé en tête de celui-ci.
| Année | Cima Coppi           | Altitude | Vainqueur                       |
| ----- | -------------------- | -------- | ------------------------------- |
| 1965  | Col du Stelvio       | ≃2 000 m | Graziano Battistini             |
| 1966  | Col Pordoi           | 2 239 m  | Franco Bitossi                  |
| 1967  | Tre Cime di Lavaredo | 2 320 m  | Felice Gimondi                  |
| 1968  | Tre Cime di Lavaredo | 2 320 m  | Eddy Merckx                     |
| 1969  | Col Sella            | 2 214 m  | Claudio Michelotto              |
| 1970  | Col Pordoi           | 2 239 m  | Luciano Armani                  |
| 1971  | Grossglockner        | 2 506 m  | Pierfranco Vianelli             |
| 1972  | Col du Stelvio       | 2 758 m  | José Manuel Fuente              |
| 1973  | Col de Giau          | 2 236 m  | José Manuel Fuente              |
| 1974  | Tre Cime di Lavaredo | 2 320 m  | José Manuel Fuente              |
| 1975  | Col du Stelvio       | 2 758 m  | Francisco Galdós                |
| 1976  | Col Sella            | 2 214 m  | Andrés Gandarias                |
| 1977  | Col de Valparola     | 2 192 m  | Faustino Fernández Ovies        |
| 1978  | Col Valles           | 2 032 m  | Gianbattista Baronchelli        |
| 1979  | Col Pordoi           | 2 239 m  | Leonardo Natale                 |
| 1980  | Col du Stelvio       | 2 758 m  | Jean-René Bernaudeau            |
| 1981  | Tre Cime di Lavaredo | 2 320 m  | Beat Breu                       |
| 1982  | Col d'Izoard         | 2 361 m  | Lucien Van Impe                 |
| 1983  | Col Pordoi           | 2 239 m  | Marino Lejarreta                |
| 1984  | Col Pordoi           | 2 239 m  | Laurent Fignon                  |
| 1985  | Col du Simplon       | 2 005 m  | Reynel Montoya                  |
| 1986  | Col Pordoi           | 2 239 m  | Pedro Muñoz Machín Rodríguez    |
| 1987  | Col Pordoi           | 2 239 m  | Jean-Claude Bagot               |
| 1990  | Col Pordoi           | 2 239 m  | Maurizio Vandelli Charly Mottet |
| 1991  | Col Pordoi           | 2 239 m  | Franco Vona Franco Chioccioli   |
| 1992  | Col Pordoi           | 2 239 m  | Claudio Chiappucci              |
| 1993  | Col Pordoi           | 2 239 m  | Miguel Indurain                 |
| 1994  | Col du Stelvio       | 2 758 m  | Franco Vona                     |
| 1996  | Col de Gavia         | 2 621 m  | Hernán Buenahora                |
| 1997  | Col Pordoi           | 2 239 m  | José Jaime González             |
| 1998  | Col Sella            | 2 214 m  | Marco Pantani                   |
| 1999  | Col de Gavia         | 2 621 m  | José Jaime González             |
| 2000  | Col Agnel            | 2 744 m  | José Jaime González             |
| 2002  | Col Pordoi           | 2 239 m  | Julio Alberto Pérez Cuapio      |
| 2003  | Col d'Esischie       | 2 366 m  | Freddy González                 |
| 2004  | Col de Gavia         | 2 621 m  | Vladimir Miholjević             |
| 2005  | Col du Stelvio       | 2 758 m  | José Rujano                     |
| 2006  | Col de Gavia         | 2 621 m  | Juan Manuel Gárate              |
| 2007  | Col Agnel            | 2 744 m  | Yoann Le Boulanger              |
| 2008  | Col de Gavia         | 2 621 m  | Julio Alberto Pérez Cuapio      |
| 2009  | Col de Sestrières    | 2 035 m  | Stefano Garzelli                |
| 2010  | Col de Gavia         | 2 618 m  | Johann Tschopp                  |
| 2011  | Col de Giau          | 2 236 m  | Stefano Garzelli                |
| 2012  | Col du Stelvio       | 2 758 m  | Thomas De Gendt                 |
| 2013  | Tre Cime di Lavaredo | 2 304 m  | Vincenzo Nibali                 |
| 2014  | Col du Stelvio       | 2 758 m  | Dario Cataldo                   |
| 2015  | Col du Finestre      | 2 178 m  | Mikel Landa                     |
| 2016  | Col Agnel            | 2 744 m  | Michele Scarponi                |
| 2017  | Col du Stelvio       | 2 758 m  | Mikel Landa                     |
| 2018  | Col du Finestre      | 2 178 m  | Chris Froome                    |
| 2019  | Passo Manghen        | 2 047 m  | Fausto Masnada                  |
| 2020  | Col du Stelvio       | 2 758 m  | Rohan Dennis                    |
| 2021  | Col de Giau          | 2 233 m  | Egan Bernal                     |
| 2022  | Col Pordoi           | 2 239 m  | Alessandro Covi                 |
| 2023  | Tre Cime di Lavaredo | 2 320 m  | Santiago Buitrago               |
| 2024  | Col Sella            | 2 236 m  | Giulio Pellizzari               |
| 2025  | Col du Finestre      | 2 178 m  | Chris Harper                    |

### Annulations
Ce tableau résume les éditions où la Cima Coppi n'a pu être escaladée.
| Année | Cima Coppi                 | Altitude | Raison de l'annulation                                           |
| ----- | -------------------------- | -------- | ---------------------------------------------------------------- |
| 1988  | Col du Stelvio             | 2 758 m  | Non gravi                                                        |
| 1989  | Col de Gavia               | 2 621 m  | Mauvais temps                                                    |
| 1995  | Col Agnel                  | 2 744 m  | Avalanche                                                        |
| 2001  | Col de Fauniera            | 2 511 m  | Etape non courue à cause d'une protestation des coureurs         |
| 2013  | Col du Stelvio             | 2 758 m  | Etape annulée à cause de la neige                                |
| 2019  | Col de Gavia               | 2 618 m  | Le col a été retiré du parcours à cause des risques d'avalanches |
| 2023  | Col du Grand-Saint-Bernard | 2 469 m  | Le col a été retiré en raison de fortes chutes de neige          |
| 2024  | Col du Stelvio             | 2 758 m  | Le col a été retiré en raison de fortes chutes de neige          |